# Culture Montréal
Culture Montréal est une organisation privée sans but lucratif, rassemblant toute personne intéressée à promouvoir la culture comme élément essentiel du développement de Montréal. Il est reconnu comme conseil régional de la culture par le ministère de la Culture et des Communications du Québec.
Culture Montréal est un lieu de réflexion, de concertation et d’intervention dont l’action est orientée vers les milieux culturels, les instances décisionnelles politiques et civiles, ainsi que les citoyens.

## Histoire
À la suite d'un cheminement de plus d'un an, Culture Montréal est fondée en février 2002. 
Le fondateur et président de Culture Montréal de 2002 à 2014 est Simon Brault. En 2014, Manon Barbeau prend la relève. Depuis 2016, sa présidente est Liza Frulla.
Valérie Beaulieu est nommée directrice générale de l’organisme en avril 2016, elle conserve le poste jusqu'au 2 septembre 2022, date à laquelle elle devient directrice de la Culture à la ville de Montréal.

## Mission
La mission de Culture Montréal :
- Promouvoir le droit, l’accès et la participation à la culture pour tous les citoyens et toutes les citoyennes.

- Affirmer le rôle de la culture dans le développement de la ville, notamment en suscitant la participation des milieux culturels professionnels à la vie de la collectivité.

- Contribuer au positionnement de Montréal comme métropole culturelle par la mise en valeur de sa créativité, de sa diversité culturelle et de son rayonnement national et international.